# 吉岡利恵
吉岡　利恵（よしおか　としえ、1981年-）は、東京都出身のフェルト作家である。
東京藝術大学美術研究科染織専攻修了。

## 主な活動
『キャシー工房』主宰（フェルト教室、雑貨販売、委託など）。
ウラハラ藝大にて、こども壁画教室『カラフルチルドレン』主宰。